# エジプトリクガメ
エジプトリクガメ (Testudo kleinmanni) は、爬虫綱カメ目リクガメ科チチュウカイリクガメ属に分類されるカメ。

## 分布
イスラエル南部、エジプト北部、リビア北西部

## 形態
最大甲長13.1センチメートルと、チチュウカイリクガメ属最小種。背甲は盛り上がり、幅広い。背甲の色彩は明色で、甲板の継ぎ目（シーム）の周辺が暗色の個体が多い。腹甲には左右に1 - 3個ずつ楔形の暗色斑が入る個体もいる。
前肢は3列の大型鱗で覆われる。

## 分類
属内では本種のみでPseudotestudo亜属を構成したり、フチゾリリクガメと単系統群を形成すると推定されChersus亜属を構成する説もあった。  
2001年にエジプトのシナイ半島およびイスラエル南部の個体群が、ウェルナーリクガメT. werneriとして新種記載された。一方で2007年に発表されたミトコンドリアDNAシトクロムbの分子系統解析では、本種とウェルナーリクガメの遺伝的差異は非常に小さく独立種とすることを疑問視する説もある。

## 生態
砂漠や草原・灌木林などに生息する。乾季になると穴の中で休眠するが、冬季でも降雨があり植物が生える時期には活動する。
繁殖様式は卵生。秋季から春季に交尾を行う。3 - 6月に、1回に1 - 3個の卵を産む。

## 人間との関係
灌漑事業や過放牧による生息地の破壊、ペット用の乱獲などにより生息数は激減している。1975年のワシントン条約発効時にはチチュウカイリクガメ属単位で、1977年にはリクガメ科単位でワシントン条約附属書IIに掲載されていた。1995年にワシントン条約附属書Iに掲載された。IUCNレッドリストでは、2003年の時点で本種にウェルナーリクガメを含めていない判定がされている。
ペットとして飼育されることもあり、日本にも輸入されていた。1980年代からエジプト産の個体が安価で大量に流通していた。

## 画像

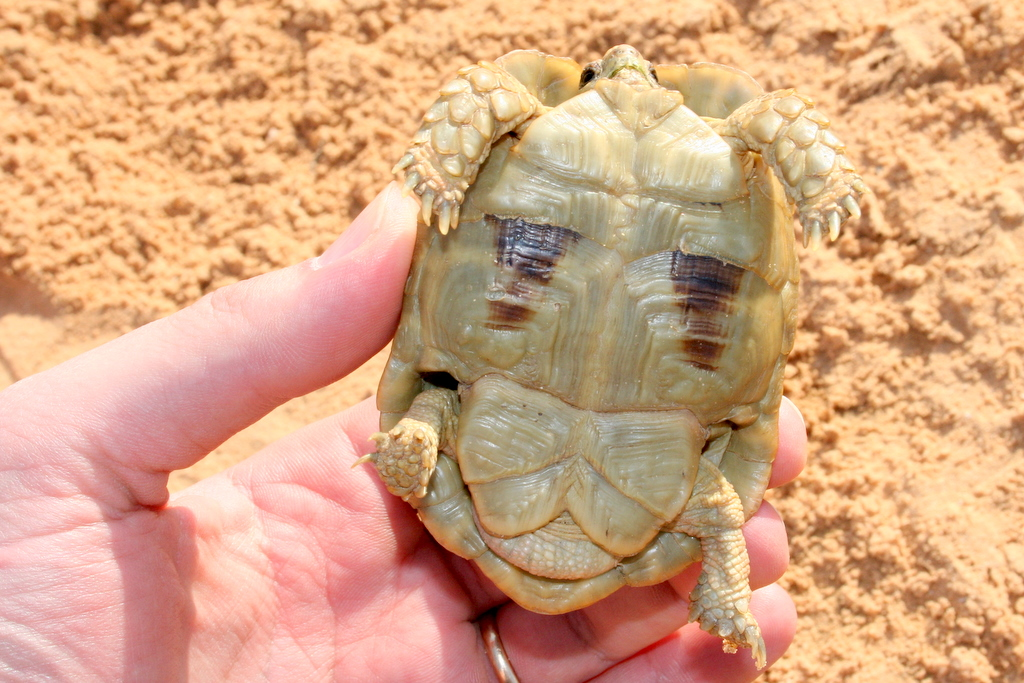
腹甲